# E (計算複雑性理論)
計算複雑性理論において複雑性クラス E とは、決定性チューリング機械で 2O(n) の時間で解ける決定問題の集合である。これはすなわち、複雑性クラス DTIME(2O(n)) に等しい。
E は類似のクラス EXPTIME よりも理論上の重要性が低いとされる。それは、多項式時間多対一還元において閉じていないためである。